# Богатьково (Калузька область)
Богатьково (рос. Богатьково) — присілок в Сухиницькому районі Калузької області Російської Федерації.
Населення становить 4 особи. Входить до складу муніципального утворення Присілок Радождево.

## Історія
Від 2004 року входить до складу муніципального утворення Присілок Радождево

## Населення
| 2002 | 2010 |
| ---- | ---- |
| 5    | ↘4   |